# رامشیر
رامشیر شهری در استان خوزستان و مرکز شهرستان رامشیر است. میدان نفتی رامشیر در محدوده این شهر قرار دارد.

## کشاورزی
پیشه بیشتر مردم آن کشاورزی است و رودخانه جراحی از کنار شهر می‌گذرد. محصولات کشاورزی شهرستان رامشیر عبارت‌اند از هندوانه، خرما و ماهی.

## مردم
مردم این شهر عرب و لر هستند که به زبان فارسی نیز مسلط هستند.

## نفت

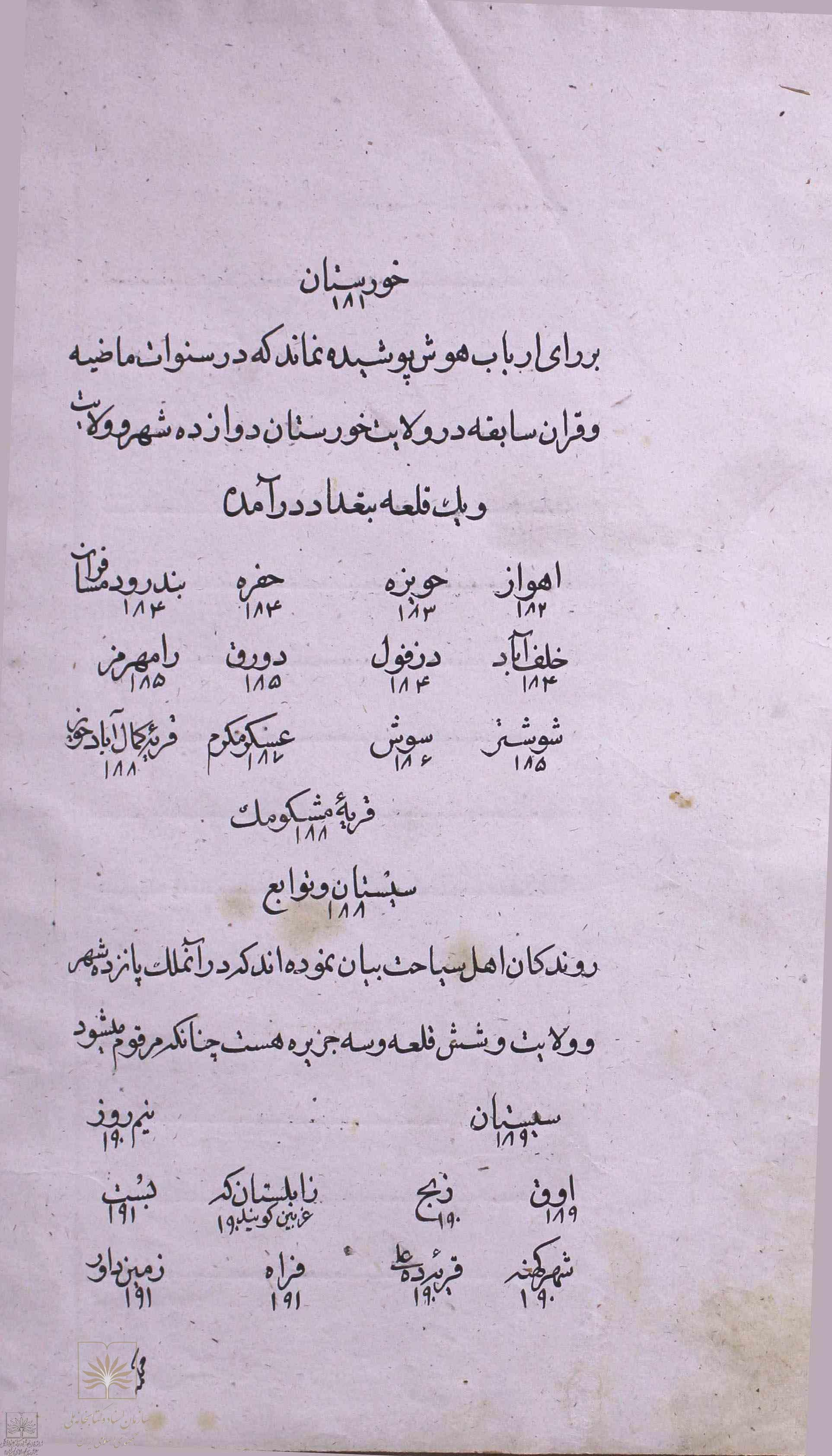
نام خلف آباد در کتاب اوصاف الامصار از محمدمفید مستوفی بافقی که در زمان صفویان نوشته‌شده است.

بخشی از این شهر در حوزه شرکت بهره‌برداری نفت و گاز آغاجاری و بخشی دیگر آن در حوزه مسئولیت شرکت بهره‌برداری نفت و گاز مارون است، که این دو شرکت بزرگ نفتی زیرمجموعه شرکت ملی مناطق نفت‌خیز جنوب به‌شمار می‌روند. همچنین این شهر دارای ذخایر نفت و گاز است. رامشیر همچنین دارای شهر مهمی مانند مشراگه می‌باشد که بخشی از ذخایر نفت و گاز این شهرستان را در خود جای داده است.